# Parque Mayer

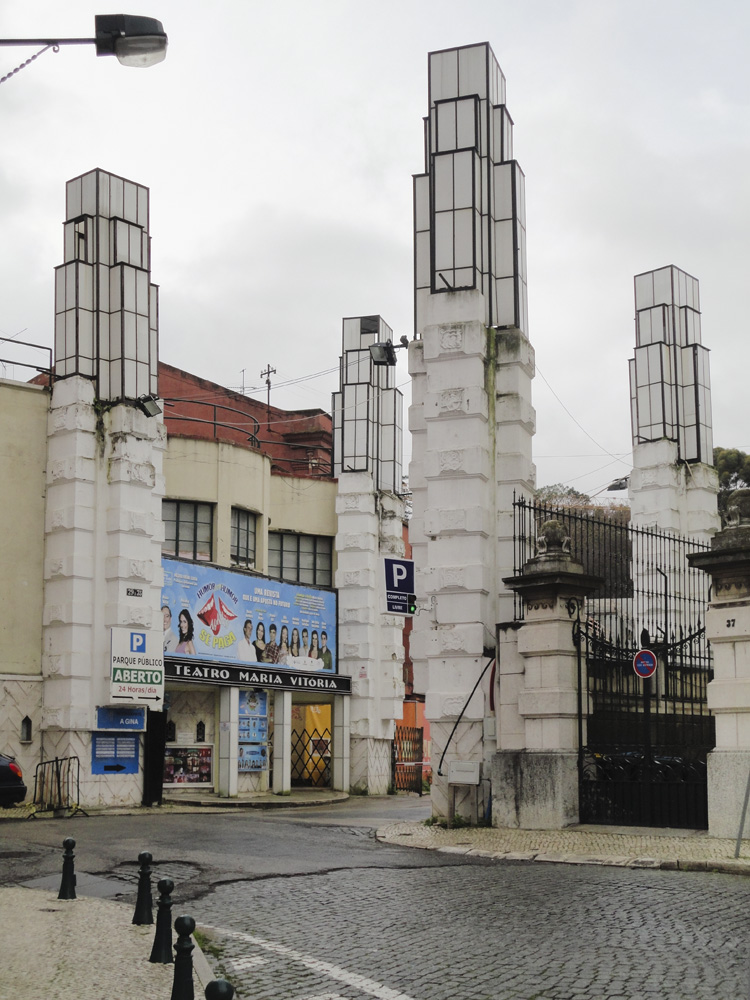
Entrada do Parque Mayer (Arq. Cristino da Silva)

O Parque Mayer é um recinto de teatros de revista dotado de restaurantes, carrosséis, esplanadas, pavilhões, casas de fado, barracas de tiro e outras diversões, em Lisboa, em Portugal. Na década de 1990, com a perda de popularidade do teatro de revista, o recinto começou a degradar-se, restando em 2025 três teatros e alguns restaurantes, tendo parte do espaço sido aproveitado para estacionamento à superfície. Em 2002, a Câmara Municipal de Lisboa anunciou a abertura de um concurso público internacional para a reabilitação, requalificação e exploração do Parque Mayer.

## História
O Parque Mayer foi implantado num espaço que pertenceu antes aos jardins e espaços adjacentes do Palácio Mayer (Prémio Valmor 1902), construído em 1901 por Nicola Bigaglia e pertença de Adolfo de Lima Mayer. Em 1920, este espaço foi adquirido por Artur Brandão e vendido no ano seguinte a Luís Galhardo, personalidade ligada ao meio teatral, que sonhava criar um espaço dedicado ao divertimento. Tendo fundado a Sociedade Avenida Parque, assim iniciou neste recinto grandes momentos de diversão, espectáculo e representação, que o veio a tornar muito popular.
Na sua inauguração, em 15 de Junho de 1922, logo aqui foi criado um Teatro, com o nome da actriz e fadista Maria Vitória, cuja morte (poucos anos antes) criara alguma consternação. Inaugurado em 1 de Julho de 1922 com a revista "Lua Nova", o Teatro Maria Vitória é o único ainda a funcionar no recinto, mercê da persistência do seu empresário Helder Freire Costa. Em 1926 (8 de Julho), com a revista "Pó de Arroz", abriu o Teatro Variedades e em 1931 (a 10 de Julho), Campos Figueira, à altura administrador da Avenida Parque, inaugurou o Capitólio, segundo um projecto do arquitecto Luís Cristino da Silva. Por último, já em 1956 (13 de Janeiro) o empresário José Miguel criava o novo Teatro ABC, no espaço que fora do "Alhambra" e parte do "Pavilhão Português", estreando a revista "Haja Saúde".
O Parque Mayer, recinto dos teatros de revista e dotado de restaurantes, carrosséis, esplanadas, pavilhões, casas de fado, barracas de tiro e outras, e onde também se exibiu cinema, luta livre e box, era um local de boémia por excelência, onde tanto ocorria o povo folião, como a elite política ou os intelectuais de Lisboa.
Actualmente, em adiantada degradação, o recinto prepara-se para uma nova revitalização, graças à aprovação do novo Plano de Pormenor.

## Localização
O Parque Mayer é um recinto junto à Avenida da Liberdade (Lisboa).
Os seus Teatros:
- Teatro Maria Vitória em 1922 (Em funcionamento)
- Teatro Variedades em 1926 (Reaberto em 2024)
- Teatro Capitólio em 1931 (Reaberto em 2016)
- Teatro ABC em 1956 (Demolido)

## Negócios e evolução da área
Em 1999 os terrenos do Parque Mayer foram comprados pela empresa Bragaparques por 13 milhões de euros.
Em 5 de Julho de 2005 a Bragaparques permutou os terrenos do Parque Mayer por parte dos lotes municipais de Entrecampos, onde se situava a Feira Popular. Essa troca foi aprovada na Assembleia Municipal de Lisboa, por maioria, à excepção da CDU.
A Câmara ficou com os terrenos do Parque Mayer e os equipamentos culturais. Em troca, cedeu à Bragaparques o terreno da Feira Popular, sendo que coube à autarquia indemnizar os feirantes [20 milhões de euros] e assumir ainda, um pagamento anual de 2,6 milhões de euros à fundação “O Século”, que explorava o espaço, até existir um novo recinto.
A Bragaparques pôde ainda adquirir por 62 milhões de euros um terreno lateral à feira, de 59 mil metros quadrados, propriedade municipal e que foi a hasta pública, apesar da empresa se ter apresentado com a terceira proposta mais elevada
A Câmara Municipal de Lisboa contratou o arquitecto Frank Gehry para elaborar um projecto de reabilitação para o espaço. Depois de pagar 2,5 milhões de euros em honorários, acabou por desistir do projecto estimado em 117 milhões de euros — que previa a construção de três teatros, um anfiteatro, uma mediateca, um clube de jazz, e seis salas de ensaio.
A 25 de Janeiro de 2008, a Câmara de Lisboa, já sob a presidência António Costa (PS), aprovou para a Autarquia passar a defender em tribunal a nulidade da permuta dos terrenos da Feira Popular com o Parque Mayer.
O projecto de reabilitação do Parque Mayer foi entregue ao arquitecto Manuel Aires Mateus e abrangia toda a área, desde o Jardim Botânico ao Museu da Escola Politécnica.
O plano previa a construção de um hotel com 100 quartos, um novo teatro com capacidade de 600 espectadores e a possibilidade de remodelação do Teatro Variedades.
A 11 de Julho de 2010 o Tribunal Administrativo e Fiscal de Lisboa anulou a permuta dos terrenos do Parque Mayer pelos da Feira Popular. Assim, o terreno da antiga Feira Popular e um lateral ao espaço, em Entrecampos, Lisboa, regressaram à posse da Câmara e a Bragaparques voltou a ter a posse do Parque Mayer.

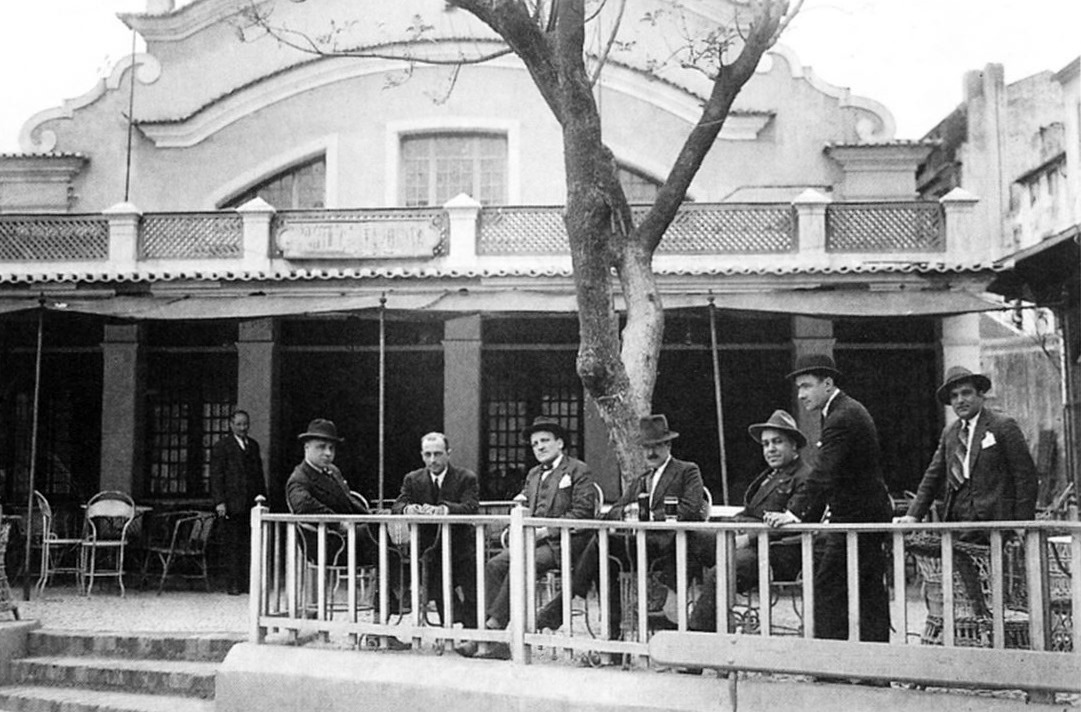
Restaurante no Parque Mayer no início do séc. XX.

A 3 de abril de 2012, a Câmara de Lisboa perdeu a posse do Parque Mayer, tendo, em compensação, ficado outra vez proprietária da Feira Popular. O Tribunal Central Administrativo anulou o negócio firmado pelo município com o grupo Bragaparques em 2005, confirmando assim uma sentença proferida pelo Tribunal Administrativo e Fiscal de Lisboa em 2010.
Em janeiro de 2014, a câmara de Lisboa acordou com a Bragaparques comprar os terrenos da antiga Feira Popular e do Parque Mayer. No total, o município pagou mais de 101 milhões de euros à Bragaparques e à P. Mayer (empresa da Bragaparques) pelos terrenos. Desse valor, mais de 77 milhões de euros correspondem ao pagamento pelo lote 2 dos terrenos da Feira Popular e aos encargos fiscais e emolumentares pagos na sua aquisição.
Em março de 2014, a Assembleia Municipal de Lisboa autorizou a câmara a pagar os cerca de 101 milhões de euros à Bragaparques para a aquisição dos terrenos da antiga Feira Popular e do Parque Mayer.
O pagamento foi aprovado com os votos contra do PCP, BE, PEV, MPT e CDS-PP, a abstenção do PSD e os votos favoráveis do PS, PAN, Parque das Nações por Nós e independentes.
Em março de 2021, a Câmara Municipal de Lisboa venceu o processo legal que a opunha à Bragaparques, resultado de uma disputa referente aos terrenos do Parque Mayer, e que obrigava ao pagamento de 138 milhões de euros pela autarquia à empresa. Terminando um longo contencioso legal sobre a permuta dos terrenos do Parque Mayer efetuada pelo município há quase 20 anos, o Tribunal Central Administrativo Sul deu razão à Câmara Municipal de Lisboa e anulou a decisão que obrigava a autarquia a pagar 138 milhões de euros à Bragaparques. Esta decisão não é passível de recurso e, como tal, a CML não terá de pagar qualquer verba à Bragaparques.

## Controvérsia
Em 30 de outubro de 2014, o grupo Bragaparques fez entrar no tribunal arbitral, uma petição que exige à Câmara de Lisboa uma indemnização de cerca de 350 milhões de euros pelos lucros que deixou de ter pelo falhanço do negócio Feira Popular/Parque Mayer. A Câmara admitia que o máximo a pagar seria de 50 milhões de euros. Em outubro de 2016 a Câmara de Lisboa foi condenada a pagar mais 138 milhões de euros à Bragaparques.

## Ligações Externas
- Arquivos RTP | Programa dedicado ao Parque Mayer (parte 1), realizado em 1974